# Sirah Baldé
Sirah Baldé de Labé là một tiểu thuyết gia và giáo viên người Guinée. Cô học để trở thành một giáo viên ở Rufisque, Sénégal và trở thành người tiên phong vì là người phụ nữ đầu tiên dạy tiếng Pháp trong Fula Imamate của Futa Jallon trước đây trong thời Pháp chiếm đóng. Cô được biết đến với cuốn tiểu thuyết năm 1985 từ One Futa Jalon đến người khác.